# NordBalt

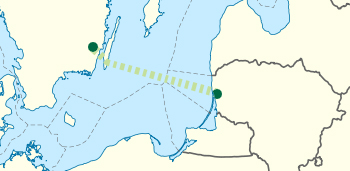
Leitungsverlauf des Seekabels

NordBalt ist eine als Seekabel ausgeführte Hochspannungs-Gleichstrom-Übertragung (HGÜ) mit einer Transportleistung von 700 MW von Klaipėda (Litauen) nach Nybro in Schweden. Sie wurde Mitte Dezember 2015 in Betrieb genommen. Die NordBalt-Leitung soll die Energiesicherheit im Baltikum erhöhen. Die baltischen Staaten waren nach der Abschaltung des AKWs Ignalina im Jahr 2009 von Stromlieferungen aus Russland abhängig. Die Anbindung an das skandinavische Verbundnetz NORDEL diversifiziert die Bezugsquellen.
Die Aufträge zum Bau der Verbindung wurden Ende Dezember 2010 von Asea Brown Boveri gewonnen und belaufen sich auf etwa 580 Millionen Dollar. Davon werden 175 Millionen Euro von der Europäischen Union bereitgestellt. Seit Mitte März 2015 behinderte die Baltische Flotte der russischen Kriegsmarine nach Aussage von Linas Linkevičius viermal den Bau der Seekabelverbindung.